# Gymnocharacinus bergii
Gymnocharacinus bergii és una espècie de peix de la família dels caràcids i de l'ordre dels caraciformes.

## Morfologia
- Els mascles poden assolir 7,5 cm de llargària total.[3]

## Hàbitat
Viu en zones de clima subtropical entre 22 °C - 26 °C de temperatura.

## Distribució geogràfica
Es troba a Sud-amèrica: conca del riu Negro (sud de l'Argentina).